# Iskra (organizacja konspiracyjna)
Iskra – polska młodzieżowa organizacja konspiracyjna, działająca od końca 1939 r. do 1940 r. na Pomorzu Gdańskim
Została utworzona w grudniu 1939 r. w rejonie Brus i Czarnowa z inicjatywy Alojzego Bruskiego ps. „Skocz”. Ogółem liczyła kilkudziesięciu lokalnych młodych rolników, gimnazjalistów i byłych studentów. Prowadziła działalność w zakresie samoobrony oraz niesienia pomocy miejscowej inteligencji i ukrywającym się działaczom społeczno-politycznym. Wobec praktycznego zlikwidowania przez Niemców polskiego szkolnictwa i ograniczenia dopływu informacji poprzez zakaz posiadania odbiorników radiowych i niezależnej prasy, kolejnym celem organizacji stała się działalność propagandowa i edukacyjna. Bruski rozpoczął tajne nauczanie i nasłuch radiowy. Zasłyszane przez skonstruowane przez siebie radio informacje dotyczące sytuacji na froncie notował, a następnie rozpowszechniał ich treść. W 1940 r. Iskra przyłączyła się do Tajnej Organizacji Wojskowej „Gryf Kaszubski”, a jej dowódca objął funkcję komendanta gminy Brusy i łącznika między komendą powiatu chojnickiego a Radą Naczelną TOW „Gryf Kaszubski”.